# Мацумото Таїсі
Мацумото Таїсі (яп. 松本 泰志; нар. 22 серпня 1998) — японський футболіст, що грав на позиції півзахисника.

## Клубна кар'єра
У дорослому футболі дебютував 2017 року виступами за команду клубу «Санфрече Хіросіма».

## Кар'єра в збірній
З 2019 року залучався до складу національної збірної Японії, з якою брав участь у Кубок Америки 2019.

## Титули і досягнення
- Срібний призер Азійських ігор: 2018
- Володар Кубка Джей-ліги: 2022